# Nicolás Sansotre
Nicolás Sansotre (El Palomar, 8 settembre 1993) è un calciatore argentino, centrocampista del Dep. Riestra.

## Carriera
Ha giocato nella seconda divisione argentina.